# Concerto Italiano
O Concerto Italiano (apropriadamente intitulado Concerto no Estilo Italiano), BWV 971, é um concerto em Fá maior, em três movimentos, para cravo solo composto por Johann Sebastian Bach em 1735, ou mais cedo. A obra foi publicada como parte do Clavier-Übung II junto com a Abertura Francesa, em Leipzig, no ano de 1735. O concerto italiano se tornou uma das obras mais populares de Bach para teclado e tem sido intensamente gravado com cravo e com piano.
Os seus três movimentos são:
1. Sem indicação de andamento – usualmente interpretado como Allegro
2. Andante
3. Presto

Embora um concerto, por definição, se caracterize pelos papéis contrastantes dos diferentes grupos de instrumentos em um conjunto, Bach consegue um efeito similar criando ao longo de toda a obra, alternativamente, contrastes, utilizando os manuais forte e piano de um cravo de manual duplo. (Bach também transcreveu verdadeiros concertos italianos de Vivaldi e outros (BWV 972-987), para o solo de cravo (e outros para solo de órgão de tubos ou cravo de pedal.)